# ジャパン・プロフェッショナル・バスケットボールリーグ (法人)
公益社団法人ジャパン・プロフェッショナル・バスケットボールリーグ（略称: B.LEAGUE）は、日本のプロバスケットボールリーグであるB.LEAGUEの管理運営などを主な目的とする団体である。
以下においては、運営組織（法人）については「JPBL」の、法人により運営されるリーグそのものについては「B.LEAGUE」の表記を用いる。

## 役員・委員

### 理事会
※2023年9月27日現在
| 役職                       | 氏名       | 所属 |
| -------------------------- | ---------- | --- |
| 代表理事CEO （チェアマン） | 島田慎二   | （公財）日本バスケットボール協会 副会長 |
| 専務理事                   | 佐野正昭   | バスケットボール・コーポレーション（株） 取締役 専務執行役員 |
| 常務理事                   | 増田匡彦   | バスケットボール・コーポレーション（株） 取締役 |
| 理事                       | 渡邊信治   | （公財）日本バスケットボール協会 事務総長 一般社団法人バスケットボール女子日本リーグ 理事 一般財団法人全日本大学バスケットボール連盟 理事 一般社団法人日本車いすバスケットボール連盟 理事 バスケットボール・コーポレーション（株） 取締役 |
| 理事                       | 伊藤拓摩   | （株）長崎ヴェルカ 代表取締役社長 兼GM |
| 理事                       | 藤本光正   | （株）栃木ブレックス 代表取締役社長 |
| 理事                       | 水野勇気   | 秋田ノーザンハピネッツ（株） 代表取締役社長 ANHソリューションズ（株） 代表取締役 |
| 理事                       | 西田創     | 福島スポーツエンタテインメント（株） 代表取締役社長 |
| 理事                       | 栗本京     | （株）ルイーズ 代表取締役 |
| 理事                       | 田中エリナ | （株）ミシェル 代表取締役 愛媛プロレス運営会社 会長 松山市議会議員 |
| 理事                       | 中根弓佳   | サイボウズ（株） 取締役 執行役員 人事本部長兼法務統制本部長 |
| 理事                       | 浜田敬子   | ジャーナリスト 一般社団法人デジタル・ジャーナリスト育成機構代表 |
| 理事                       | 道越万由子 | （株）BEYOND 代表取締役 |
| 理事                       | 村松邦子   | （株）ウェルネス・システム研究所 代表取締役 （公財）日本女子プロサッカーリーグ 理事 特定非営利活動法人日本ブラインドサッカー協会 理事 |
| 理事                       | 安田結子   | （株）ボードアドバイザーズ 取締役副社長 エーザイ（株） 取締役 （公財）日本ラグビーフットボール協会 理事 （株） 村田製作所 社外取締役 |
| 監事                       | 山本昌弘   | （株）デジタルホールディングス 取締役（監査等委員） （株）ニッスイ 社外監査役 |
| 監事                       | 若松牧     | （株）ZEALS 経営管理部長 サロウィン（株） 監査役 |
| 特任理事                   | 東野智弥   | （公財）日本バスケットボール協会 技術委員長 |
| 特任理事                   | 前田喜庸   | （公財）日本バスケットボール協会 審判委員長 |

### 裁定委員会
- 委員長 : 田島優子
- 委員 : 芝昭彦
- 委員 : 橋本信雄

### 名誉会員
- 川淵三郎
- 大河正明

## チェアマン
|       | 氏名     | 在任期間              |
| ----- | -------- | --------------------- |
| 初代  | 川淵三郎 | 2015年4月 - 2015年9月 |
| 第2代 | 大河正明 | 2015年9月 - 2020年6月 |
| 第3代 | 島田慎二 | 2020年7月 - 現在      |